# Игнатий (Смола)
Митрополит Игнатий (Смола; в схиме Иона; умер 25 декабря 1741, Николо-Корельский монастырь) — митрополит Коломенский и Каширский, член Святейшего Синода.

## Биография
Выходец из московского купечества. Принял постриг в Нило-Столобенской пустыни.
В 1709 году стал настоятелем Московского Богоявленского монастыря в сане архимандрита.
7 сентября 1712 года хиротонисан в епископа Суздальского и Юрьевского. Хиротонию возглавил Местоблюститель Патриаршего престола митрополит Стефан (Яворский).
Управлял в Москве по духовным делам Патриаршей областью.
Повелел перенести в Суздаль и положить в соборной церкви обрётенные мощи архиепископа суздальского Софрония, что и исполнено 10 июня 1716 года.
В числе других он подписал составленное митрополитом Стефаном Яворским по делу Дмитрия Тверитинова и других московских еретиков «Увещание к православным».
25 января 1719 года был переведён на Крутицы с званием митрополита и получил в управление патриарший духовный приказ.
В 1720 году митрополит Игнатий должен был просить прощения, после того как было обнаружено, что он, по требованию Синода, выслал не всех подьячих из бывшего патриаршего духовного приказа в Санкт-Петербург, а только половину и неправильно титуловал Св. Синод в официальных бумагах: «В Правительствующую Духовную Коллегию Св. Правительствующему Синоду», и «Правительствующему Духовному Синоду».
С 23 февраля 1721 года митрополит Игнатий находился под судом по обвинению «в оказывании чести и разных услуг» инокине Елене, бывшей царице Евдокии Лопухиной, во время заточения её в суздальском Покровском девичьем монастыре, а именно, в том, во 1) что «прихаживал к ней, бывшей царице, на поклон в господские праздники, и в день её именин, и видал её, бывшую царицу, в мирском платье и руку её целовал, а не доносил»; 2) что в 1717 г. приказал в одной Суздальской церкви пустить Елену петь всенощную; 3) что в 1717 г. «прислал пару возников серых немецких, на которых она езживала, а в 1718 г., как приехал в Покровский монастырь гвардии майор Скорняков-Писарев, скрыл это и лошадей взял к себе».
8 сентября 1721 года был объявлен ему в Синоде указ, что Государь прощает его ради новозаключённого счастливого мира и повелевает быть ему иркутским епископом, с лишением митрополичьего и архиепископского сана.
1 октября 1721 года Пётр I, присутствуя в Синоде, слушал доклад по делу Игнатия, подавшего ему прошение, чтобы в Иркутск его не посылать, и указал его в иркутскую епархию не посылать, а отпустить за старостию на обещание в Нилову пустынь, где и быть ему в келье, а митрополитом и епископом не писаться.
Проживая в этой пустыни, Игнатий приказал вырвать из общего поминального синодика листы, на которых были вписаны имена родителей Императора; ему подтверждено вести себя смирно.
Игнатий пытался было подняться при Екатерине І и послал к ней прошение, а к Феофану Прокоповичу письмо о возвращении ему епархии и прежнего звания, но просьбы его не имели успеха.
13 июня 1727 года Пётр II удовлетворил прошение Игнатия о возвращении ему прежнего звания и о назначении его в епархию, поданное ещё при Екатерине. Игнатий был назначен в Коломенскую епархию и восстановлен в сане митрополита. А также был определён присутствующим в Синоде.
В 1730 года в Синоде возникло дело о воронежском епископе Льве (Юрлове) по доносу воронежского вице-губернатора Пашкова и митрополит Игнатий за медленность в осуждении епископа Льва 30 августа 1730 же года был уволен из Синода, а 2 декабря того же года и по тому же делу был лишен сана архиерейского и послан в Свияжский монастырь Казанской епархии.
Митрополит Казанский Сильвестр (Холмский) тепло принял Игнатия и оказывал почтение не как чернецу, а как архиерею и облегчал его тяжелое положение, за что и был предан суду, а Игнатий 30 декабря 1731 года был переведён в Корельский монастырь под строгий надзор.
21 октября 1741 года повелено Игнатия определить в монастырь простым монахом, но содержание ему было увеличено против прочих монахов впятеро.
После восшествия на престол Елизаветы Петровны ему собирались возвратить епископский сан, но постановление уже не застало митрополита в живых. Он скончался 25 декабря 1741 года.